# 팔렌시아
팔렌시아(스페인어: Palencia)는 스페인의 도시로, 카스티야이레온 지방의 주인 팔렌시아 주의 주도이다. 인구는 82,626명(2008년 기준)이며 면적은 94.71km2, 높이는 해발 749m이다.

## 갤러리

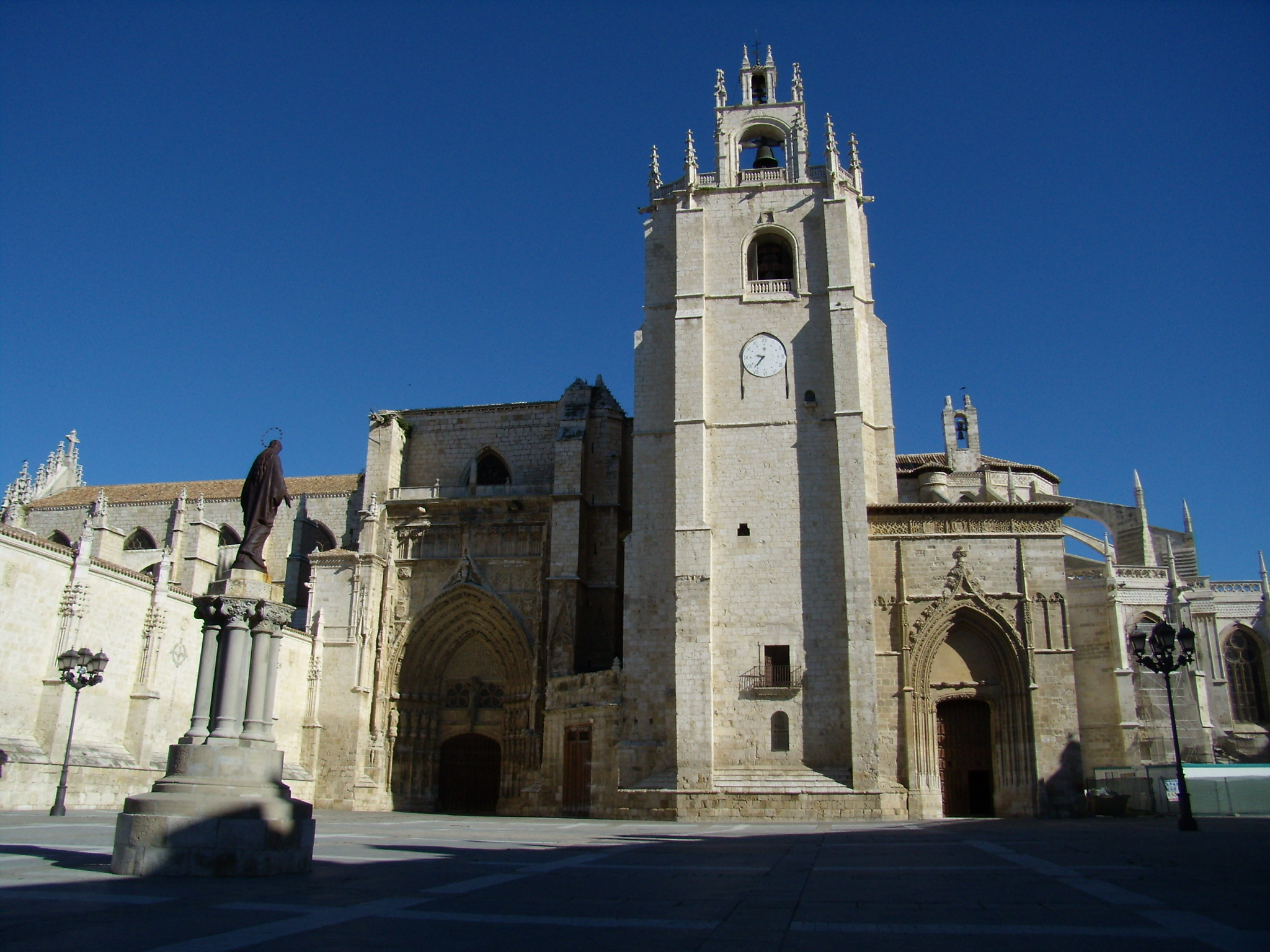
산 안톨린 대성당
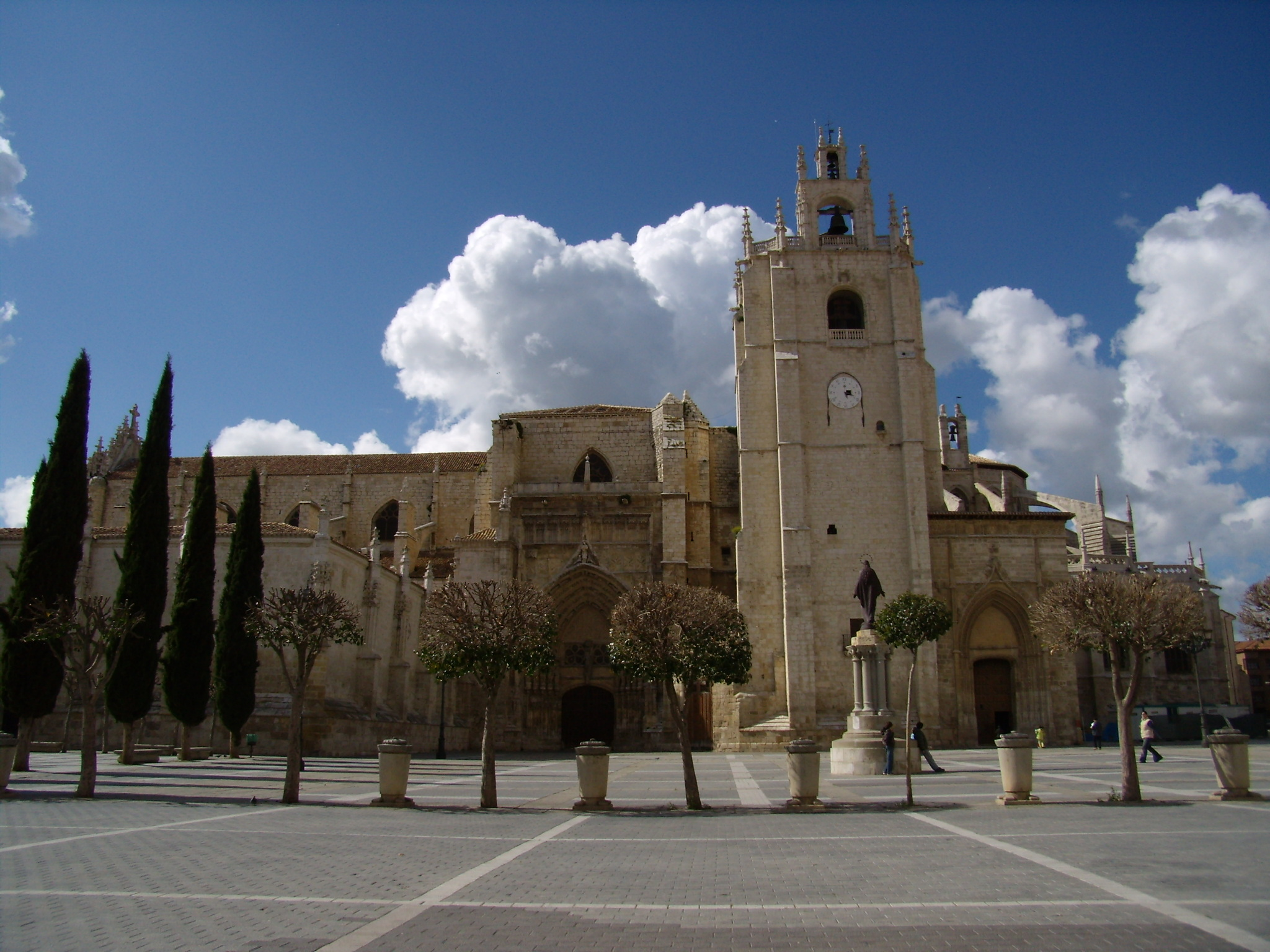
팔렌시아 로마 가톨릭교회 주교구